# Michael Carrington
Michael Carrington ist ein ehemaliger britischer Eiskunstläufer, der im Einzellauf startete.
Er wurde in den Jahren 1949 und 1950 britischer Meister und nahm im Zeitraum von 1950 bis 1952 an zwei Welt- und Europameisterschaften teil. Sein bestes Ergebnis bei Weltmeisterschaften war der sechste Platz 1950. Sein größter Erfolg bei Europameisterschaften war der Gewinn der Bronzemedaille 1952 in Wien, hinter Helmut Seibt und Carlo Fassi. 

## Ergebnisse
| Wettbewerb / Jahr         | 1949 | 1950 | 1951 | 1952 |
| ------------------------- | ---- | ---- | ---- | ---- |
| Weltmeisterschaften       |      | 6.   | 8.   |      |
| Europameisterschaften     |      |      | 4.   | 3.   |
| Britische Meisterschaften | 1.   | 1.   |      |      |

| Personendaten    | Personendaten             |
| ---------------- | ------------------------- |
| NAME             | Carrington, Michael       |
| KURZBESCHREIBUNG | britischer Eiskunstläufer |
| GEBURTSDATUM     | 20. Jahrhundert           |